# David Charhon
Pour les articles homonymes, voir Charhon.
David Charhon est un réalisateur et scénariste français, né en 1972.

## Biographie
David Charhon se fait connaître pour ses courts-métrages et ses films publicitaires.
En 2007, son court-métrage Le Secret de Salomon, avec Lionel Abelanski produit par Canal+ et Sotavento est primé dans les festivals en France et à l’étranger. Prix du public Fondation Gan pour le cinéma. Sélection Unifrance des meilleurs courts-métrages de l'année. Diffusion Canal+, CinéCinéma, TPS Star.
Sort en salle en février 2009 son premier film Cyprien avec Élie Semoun, Catherine Deneuve, Léa Drucker et Laurent Stocker. Cyprien étant inspiré de l'un des personnages cultes des Petites annonces d’Élie Semoun.
Le film réunit, 696 919 spectateurs.
En 2012, David Charhon réunit Omar Sy et Laurent Lafitte dans le « buddy movie » De l'autre côté du périph (2012). Le film est un succès, réunissant plus de 2 300 000 spectateurs en salles.
En 2016 il réalise Les Naufragés, une comédie d’aventure entièrement tourné sur une île en Thaïlande avec Daniel Auteuil et Laurent Stocker.
En 2021 sort sur Netflix Le Dernier Mercenaire, une comédie d'action hommage aux films des années 90 avec Jean-Claude Van Damme, Alban Ivanov, Éric Judor, Patrick Timsit et Miou-Miou. Le film se classe dès sa sortie numéro un monde pendant sept jours d’affilée et entre dans le top 10 all time Netflix des films hors US. Comptabilisant plus de 52 millions d’heures de visionnage à travers le monde.

## Filmographie

### Réalisateur
- 2001 : L'Homme invisible (court métrage)
- 2007 : Le Secret de Salomon (court métrage)
- 2009 : Cyprien
- 2012 : De l'autre côté du périph
- 2016 : Les Naufragés
- 2021 : Le Dernier Mercenaire
- 2023 : L'Incroyable Embouteillage (télévision)
- 2024 : L'Incroyable Embouteillage 2 : Vive les mariés ! (télévision)
- 2025 : Le Jardinier

### Scénariste
- 2001 : L'Homme invisible (court métrage)
- 2007 : Le Secret de Salomon (court métrage)
- 2009 : Cyprien
- 2012 : De l'autre côté du périph
- 2016 : Les Naufragés
- 2016 : Comment j'ai rencontré mon père
- 2021 : Le Dernier Mercenaire
- 2023 : L'Incroyable Embouteillage
- 2024 : L'Incroyable Embouteillage 2, Vive les mariés ! (télévision)
- 2025 : Le Jardinier